# Diane Keaton
Diane Keaton, ursprungligen Hall, född den 5 januari 1946 i Los Angeles, Kalifornien, är en amerikansk skådespelare och filmregissör. Bland Keatons filmer märks Gudfadern (1972), En gång till, Sam (1972), Sjusovaren (1973), Död och pina (1975), Annie Hall (1977), Var finns Mr. Goodbar? (1977), Interiors (1978), Manhattan (1979), Reds (1981), Baby Boom (1987), Brudens far (1991), Manhattan Murder Mystery (1993), Marvins döttrar (1996), Före detta fruars klubb (1996), Galen i kärlek (2003), Välkommen till familjen (2005), Morning Glory (2010), Hitta Doris (2016) och Book Club (2018).

## Biografi
Diane Halls scendebut var i Oh! What a Lovely War!. När hon skulle gå med i skådespelarfacket Equity fanns det redan en medlem med namnet Diane Hall, och det fick inte finnas två med samma namn. Därför tog hon sin mors flicknamn Keaton. En kort period använde hon även sin systers förnamn, Dorrie. Senare medverkade hon i musikalen Hair!, i vilken hon var den enda i ensemblen som vägrade ta av sig kläderna.
På film fick Keaton sitt genombrott i Gudfadern 1972. Samma år spelade hon mot Woody Allen, med vilken hon hade ett förhållande, i En gång till, Sam. Under resten av 70-talet medverkade hon i ett flertal av Allens filmer. Mest känd är hon för titelrollen i Annie Hall (1977), för vilken hon belönades med en Oscar för bästa kvinnliga huvudroll.
Under 1980-talet medverkade hon i bland annat Warren Beattys Reds, Woody Allens Radio Days och Charles Shyers romantiska komedi Baby Boom. På 1990-talet medverkade hon i den tredje Gudfadern-filmen och spelade mot Steve Martin i nyinspelningarna Brudens far och Brudens far 2. Hon gjorde även ytterligare en film med Woody Allen, Manhattan Murder Mystery och spelade mot Goldie Hawn och Bette Midler i den framgångsrika komedin Före detta fruars klubb. Hon Oscarsnominerades igen för Marvins döttrar (1996).
År 1987 regisserade hon en dokumentärfilm, Heaven, om frågan huruvida det finns ett liv efter döden. På 1990-talet debuterade hon som spelfilmsregissör med tv-filmen Wildflower (1991).  1995 regisserade hon sin första biofilm, Unstrung Heroes. Hon återvände till regissörsstolen 2000 i filmen Hanging Up, i vilken hon spelade mot Meg Ryan, Lisa Kudrow och Walter Matthau.
Hanging Up fick inte särskilt bra kritik och hennes nästa film som skådespelare, Män och kvinnor, blev, trots en imponerande rollista, en av filmhistoriens kostsammaste misslyckanden. Större framgång hade Nancy Meyers Galen i kärlek (2003), i vilken hon spelade mot Jack Nicholson och fick sin fjärde Oscarsnominering. Därefter har hon medverkat i bland annat Välkommen till familjen och Tre systrar & en mamma.

### Privatliv
Diane Keaton har haft förhållanden med bland andra Woody Allen, Warren Beatty och Al Pacino. Hon har aldrig varit gift och har inte skaffat biologiska barn. Däremot adopterade hon en nyfödd flicka med namnet Dexter år 1995 och sex år senare den fem månader gamla pojken Duke.
Hon är sedan många år vegetarian.

## Filmografi i urval
- 1970 – Love, American Style (TV-serie)
- 1972 – Gudfadern
- 1972 – En gång till, Sam
- 1973 – Sjusovaren
- 1974 – Gudfadern II
- 1975 – Död och pina
- 1977 – Annie Hall
- 1977 – Var finns Mr. Goodbar?
- 1978 – Interiors
- 1979 – Manhattan
- 1981 – Reds
- 1982 – Mrs. Soffel
- 1984 – Den lilla trumslagarflickan
- 1986 – Crimes of the Heart
- 1987 – Baby Boom
- 1990 – Gudfadern III
- 1991 – Brudens far
- 1993 – Manhattan Murder Mystery
- 1995 – Unstrung Heroes (regi)
- 1995 – Brudens far II
- 1996 – Marvins döttrar
- 1996 – Före detta fruars klubb
- 1999 – Den första kärleken
- 2000 – Hanging Up (även regi)
- 2001 – Män och kvinnor
- 2001 – Plan B
- 2003 – Galen i kärlek
- 2005 – Välkommen till familjen
- 2006 – Surrender Dorothy
- 2007 – Tre systrar & en mamma
- 2007 – Mama's Boy
- 2007 – Smother
- 2008 – Mad Money
- 2010 – Morning Glory
- 2012 – Darling Companion
- 2013 – The Big Wedding
- 2014 – Säg aldrig aldrig
- 2014 – Fem trappor upp
- 2015 – Love the Coopers
- 2016 – Hitta Doris (röst)
- 2017 – Hemma i Hampstead
- 2018 – Book Club
- 2023 – Book Club: The Next Chapter